# Christelle Diallo
Pour les articles homonymes, voir Diallo.
Christelle Diallo, née le 12 mars 1993 à Issy-les-Moulineaux (Hauts-de-Seine), est une joueuse française de basket-ball.

## Biographie
Elle est meilleure marqueuse de l'équipe de France au mondial des 17 ans et moins en 2010 organisé à Rodez, où les Bleues remportent la médaille d'argent. Après trois années à l'INSEP, elle rejoint Bourges où elle bénéficie d'un faible temps de jeu la première année, sur seulement huit rencontres. En 2012, elle participe à l'Euro juniors étant seconde marqueuse de son équipe (9,2 points) qui se classe 5e. En avril 2013, elle emporte un second titre de championne de France avec Bourges, mais en étant vraiment intégrée à la rotation puisqu'elle prend part à 30 rencontres de saison régulière. Elle quitte son club formateur pour aller chez le promu Nice, mais le club ne parvient pas à se maintenir.
Durant l'été 2014, elle rejoint le club de Lyon.
En 2014, elle est présélectionnée en Équipe de France, mais n'est pas conservée dans la sélection finale qui doit disputer le championnat du monde.
Après une seule saison à Tarbes (8,1 points et 3,3 rebonds) et une finale du championnat de France, elle rejoint Villeneuve-d'Ascq. En juin 2018, elle est sélectionnée dans l'équipe de France 3x3 qui dispute le championnat du monde organisé du 8 au 12 juin à Manille. Pour la saison 2020-2021, elle rejoint les Flammes Carolo. Durant sa seconde saison, elle quitte le club à sa demande en novembre 2021 alors que ses statistiques étaient de 6,3 points pour une adresse aux tirs de 47 % et 2,7 rebonds en 19 minutes par rencontre au sein de l'équipe leader du championnat. Quelques jours plus tard, elle s'engage pour son ancien club de Villeneuve-d'Ascq, qui fait face à l'indisponibilité prolongée de Djéné Diawara.

## Clubs
| Saisons   | Équipe                                                         | Pays   |
| 2008-2011 | Centre fédéral                                                 | France |
| 2011-2013 | CJM Bourges                                                    | France |
| 2013-2014 | Cavigal Nice Basket 06                                         | France |
| 2014-2017 | Union Lyon Basket féminin                                      | France |
| 2017-2018 | Tarbes Gespe Bigorre                                           | France |
| 2018-2020 | Entente sportive Basket de Villeneuve-d'Ascq - Lille Métropole | France |
| 2020-2021 | Flammes Carolo basket                                          | France |
| 2021-     | Entente sportive Basket de Villeneuve-d'Ascq - Lille Métropole | France |

## Palmarès

### Clubs
- Championne de France : 2012, 2013[4]

### Équipe nationale
- 2011 :  Médaille d'argent du Championnat d'Europe des 18 ans et moins[12]
- 2010 :  Médaille d'argent du championnat du monde des moins de 17 ans
- 2010 :  Médaille de bronze du Championnat d'Europe des 18 ans et moins
- 2009 :  Médaille de bronze du Championnat d'Europe des moins de 16 ans
- 2009 :  Médaille d'or au Festival olympique de la jeunesse européenne 2009[13]
- 2008 :  Médaille de bronze du Championnat d'Europe des moins de 16 ans
- Médaille d'or des Jeux de la Francophonie 2017[14]
- Médaille de bronze au championnat du monde 2018 de basket-ball à trois[15].